# BG Весов
BG Весов (лат. BG Librae) — одиночная переменная звезда в созвездии Весов на расстоянии (вычисленном из значения параллакса) приблизительно 20347 световых лет (около 6238 парсеков) от Солнца. Видимая звёздная величина звезды — от +14,9m до +13,7m.

## Характеристики
BG Весов — пульсирующая переменная звезда типа RR Лиры (RRAB).